# Kanton Morcenx
Morcenx is een voormalig kanton van het Franse departement Landes. Het kanton maakte deel uit van het arrondissement Mont-de-Marsan. Het is geheel opgenomen in het nieuwe kanton Pays morcenais tarusate.

## Gemeenten
Het kanton Morcenx omvatte de volgende gemeenten:
- Arengosse
- Arjuzanx
- Garrosse
- Lesperon
- Morcenx (hoofdplaats)
- Onesse-Laharie
- Ousse-Suzan
- Sindères
- Ygos-Saint-Saturnin